# Embedded GPS INS
Embedded GPS INS (EGI) è un sistema di sensori per la misurazione del moto. Si compone di un sistema Global Positioning System per la misurazione della posizione e di un sistema INS (Inertial Navigation System) per la misurazione dell'accelerazione e delle velocità angolari rispetto a tre assi coordinati. Le accelerazioni misurate da INS vengono integrate in velocità e posizione da un processore. Velocità e posizione calcolate in questo modo sono però soggette a una deriva, ovvero l'errore cresce sempre di più nel corso del tempo. Per limitare questo errore e rendere la misura di velocità e posizione utilizzabile, un filtro di Kalman viene impiegato per correggere il risultato dell'integrazione usando le misurazioni del GPS.